# Jeune mère arlésienne
Jeune mère arlésienne est une huile sur toile du peintre Henri Bouchet-Doumenq (Paris 1834 - Paris 1908) exécutée en 1883.
Cette œuvre a été exposée au Salon de 1883 et acquise par l’État.
Elle est exposée au Musée Petiet de Limoux (Aude).